# Morgenzon
Morgenzon este un oraș din Africa de Sud.